# بايس فاليريان
بايس فاليريان (بالإيطالية: Bice Waleran)‏ هي ممثلة إيطالية (وحملت سابقاً جنسية مملكة إيطاليا)، ولدت في 8 مايو 1886 في روما في إيطاليا، وتوفيت في 1969 في Torella dei Lombardi ‏ في إيطاليا.

## وصلات خارجية
- بايس فاليريان على موقع IMDb (الإنجليزية)